# آلدرمور
آلدرمور (انگلیسی: Aldermore) شرکت خدمات مالی و بانکداری بریتانیایی است، که در سال ۲۰۰۹ تأسیس شد.